# Bernau im Schwarzwald
Bernau im Schwarzwald – miejscowość i gmina w Niemczech, w kraju związkowym Badenia-Wirtembergia, w rejencji Fryburg, w regionie Hochrhein-Bodensee, w powiecie Waldshut, wchodzi w skład związku gmin St. Blasien. Leży w Schwarzwaldzie, nad Alb.
Najwyższym punktem gminy jest Herzogenhorn (1415 m n.p.m.).